# Institut für Qualitätsentwicklung an Schulen Schleswig-Holstein
Das Institut für Qualitätsentwicklung an Schulen Schleswig-Holstein (IQSH) ist eine Einrichtung des Ministeriums für Bildung, Wissenschaft und Kultur des Landes Schleswig-Holstein. Es hat seinen Sitz in Kronshagen, Schreberweg 5. Seit 2019 ist die Leiterin Dr. Gesa Ramm, die Thomas Riecke-Baulicke folgte.
Leitziele
- Wirksamkeit von Unterricht und Schule verbessern
- Wirksamkeit der Lehrerbildung verbessern
- Arbeits- und Kommunikationsprozesse in Schule und Unterricht durch den Einsatz von IT optimieren
- Mit Gender-Mainstreaming die Chancengleichheit der Geschlechter als Querschnittsaufgabe integrieren

Neben der Leitung und der allgemeinen Verwaltung (1) gibt es
- Abteilung 2: Ausbildung und Qualifizierung von Lehrkräften
- Abteilung 3: Fort- und Weiterbildung
- Abteilung 4: Schulentwicklung und Bildungsmonitoring
- Abteilung 5: Digitalisierung und IT-Dienste
- Landesseminar Berufliche Bildung

## Geschichte
Die 1971 gegründete Vorgängereinrichtung hieß Landesinstitut Schleswig-Holstein für Praxis und Theorie der Schule (IPTS). 2003 erfolgte die Umstrukturierung.

## Einzelbelege
1. ↑  Digitalisierungsexpertin wird neue Leiterin des IQSH - WELT. 6. September 2019, abgerufen am 17. März 2024.
2. ↑  Ein halbes Jahrhundert professionelle Lehrkräftebildung und Beratung von Schulen – IQSH feierte 50. Geburtstag. Abgerufen am 17. März 2024.

Koordinaten: 54° 20′ 22,1″ N, 10° 5′ 55″ O